# Tweede Mexicaanse Keizerrijk
Het Tweede Mexicaanse Keizerrijk was een keizerrijk dat bestond van 1863 tot 1867.
Van 1822 tot 1823 bestond het Eerste Mexicaanse Keizerrijk, onder leiding van Agustín I. Nadat hij omver was geworpen werd Mexico een republiek. Veel conservatieven zagen dat niet zitten en hadden liever een monarchie. In 1859 boden enkele conservatieven Maximiliaan van Habsburg de Mexicaanse troon aan. Hij weigerde echter. Twee jaar later vielen de Fransen Mexico binnen na een conflict over schulden. Napoleon III wilde van Mexico een Franse vazalstaat maken. In 1863 slaagden ze erin Mexico-Stad in te nemen.

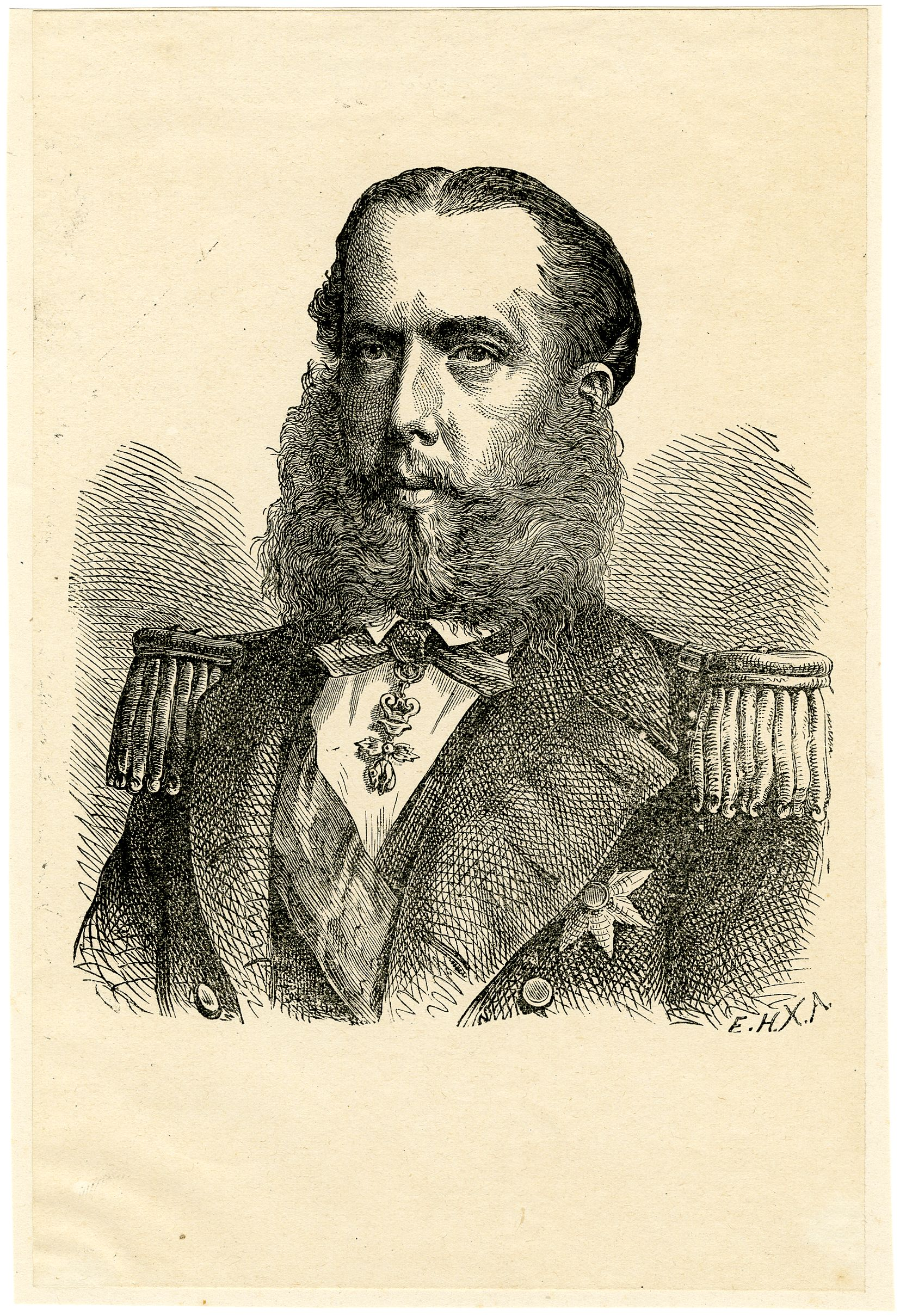
Maximiliaan van Mexico (1832-1867); Ferdinand Maximiliaan Jozef, aartshertog van Oostenrijk, Felixarchief

Ze nodigden Maximiliaan wederom uit keizer te worden, wat op 10 april 1864 gebeurde. Zijn vrouw, Charlotte van België, werd keizerin van Mexico.
Het keizerrijk werd niet erkend door de liberalen van Benito Juárez. Zij vormden een tegenregering en vielen voortdurend de keizerlijke en Franse troepen aan. Maximiliaan trof harde maatregelen tegen de liberalen. In 1866 trokken de Fransen onder dreiging van de Verenigde Staten zich terug. Maximiliaans vrouw Charlotte reisde naar Europa om steun te vergaren voor de regering van haar echtgenoot, maar tevergeefs. In mei 1867 capituleerden de laatste Maximiliaan-getrouwe troepen in Querétaro en Maximiliaan werd gefusilleerd. Mexico was weer een republiek.
Zoals vaker bij dit soort verdwenen monarchieën wordt de troon nog steeds door iemand opgeëist. De huidige pretendent is Maximiliano de Götzen–Iturbide, een nakomeling van Agustín de Iturbide y Green, die adoptiefzoon was van Maximiliaan en Charlotte. Götzen–Iturbide beschouwt zich overigens alleen als hoofd van de Mexicaanse keizerlijke familie en streeft niet naar werkelijke politieke macht.